# Шувалова Ольга Олександрівна
Ольга Олександрівна Шува́лова (нар. 9 грудня 1985, Ленінград, СРСР) — російська акторка театру та кіно.

## Життєпис
Ольга Шувалова народилася 9 грудня 1985 року в Ленінграді. Навчалася в середній школі № 220, що знаходиться на Невському проспекті. З раннього дитинства виявляла активність у шкільних виставах. У 9-річному віці записалася до Театру юнацької творчості (ТЮТ). З 2000 року почала зніматися в серіалах — «Агент національної безпеки», «Спецназ», «Вулиці розбитих ліхтарів». До театрального інституту Ольга Шувалова вступати не стала. 2004 року взяла участь у серіалі «Лабіринти розуму»: зіграла роль наркоманки.
У 2005 році Ольга Шувалова дебютувала у великому кіно, виконавши роль 14-річної повії, вихованки дитбудинку Ірки у картині « Італієць» режисера Андрія Кравчука. Приблизно в цей же час Ольга була затверджена на роль у картині «Будинок, чи день поминання», де мала зіграти дівчину, яка живе в публічному будинку під час війни, але фільм не був запущений у виробництво. У 2006 році Шувалова відіграла невелику роль в екранізації повісті Єжи Ставінського «Година пік», головну роль в якій виконав Костянтин Хабенський.
У 2008 році виконала одну з головних ролей у драмі « Всі помруть, а я залишуся», зігравши дев'ятикласницю. У 2010 році на Каннському кінофестивалі представляла фільм « Щастя моє», в якому виконала одну з головних ролей.
У 2018 році, ставши мамою вдруге, актриса свідомо відмовилася від кар'єри заради виховання сина. За її словами, старша дитина — донька фактично росла на знімальному майданчику на руках у інших людей, доки вона працювала, і повторення цього досвіду Ольга не хотіла.
17 липня 2023 року в ЗМІ повідомили, що Ольга Шувалова зробила спробу самогубства. Згодом, агент акторки підтвердила госпіталізацію, але, за її словами, Шувалова не намагалася звести рахунки із життям, у неї лише піднявся тиск. Наступного дня акторку виписали з лікарні.

## Особисте життя
У Ольги народилося двоє дітей: син (нар. 2018) та донька (нар. 2006), яка живе у США.

## Творчість

### Фільмографія
- 2000 — Агент національної безпеки-2 — сільська дівчинка (23-тя серія «Снігова людина»)
- 2003 — Спецназ — дівчина на мотоциклі
- 2004 — Опера. Хроніки вбивчого відділу — Лара
- 2004 — Вулиці розбитих ліхтарів-6 — Мілана
- 2005 — Італієць — Іра
- 2005 — Лабіринти розуму — Віра
- 2005 — Зворушені
- 2006 — Ненависть
- 2006 — Час пік — Аня Архіпова
- 2006 — Оточення в межах кільцевої — Таня
- 2006 — Природа та здоров'я — Маша[8]
- 2007 — У гавань заходили кораблі — епізод
- 2008 — Усі помруть, а я залишуся — Віка
- 2008 — Я - Наташа
- 2009 — Галигін. Ру — грінписування
- 2009 — Місто щастя — Таня
- 2009 — Ведмежа шкура — Марина
- 2010 — Щастя моє — повія[9]
- 2010 — Дворик — Юля
- 2010 — Морські дияволи 4 — Олена
- 2010 — Точка кипіння — Маша
- 2011 — Захист свідків — Елла Калугіна
- 2011 — Шаман — Кіка
- 2011 — Buna! Ce faci? (Вітання! Як справи?) — росіянка
- 2011—2012 — Катина кохання — Люба Фадєєва
- 2012 — Гончі 4 — епізод
- 2012 — Щасливий квиток — Юля Дронова
- 2013 — Погана кров — Алевтина Богатирьова
- 2014 — Не покидай мене! — Аля Ладисьова
- 2014 — Хороші руки — Алька Башко

### Музичні кліпи
- 2004 — головна роль у кліпі В'ячеслава Бутусова на пісню «Девушка по городу»[10].

## Нагороди
- 2006 — Приз у номінації «Роль другого плану» за фільм «Природа і здоров'я» на Міжнародному телекінофорумі «Разом» у Ялті[11].
- 2008 — Найкраща жіноча роль (спільно з Поліною Філоненко та Агнією Кузнєцовою) за фільм « Всі помруть, а я залишуся» на Брюссельському кінофестивалі європейського кіно.